# Enrique X de Baviera
Enrique el Orgulloso (en alemán, Heinrich der Stolze; h. 1108-Quedlinburg, 20 de octubre de 1139), un miembro de la Casa de Welf, fue duque de Baviera (como Enrique X) de 1126 a 1138 y duque de Sajonia (como Enrique II) de 1137 a 1138 así como margrave de Toscana y duque de Spoleto desde 1137 hasta su muerte. En 1138 fue candidato a la elección como rey de Romanos pero fue derrotado por Conrado III de Hohenstaufen.

## Biografía y reinado
Era el segundo hijo del duque Enrique IX de Baviera y Wulfhilda, hija del duque Magnus de Sajonia; así no sólo miembro de la familia güelfa sino, lo que es bastante importante, también heredero de la casa sajona de Billung. Enrique alcanzó la mayoría de edad en 1123; en 1126 su padre se retiró a la abadía de Weingarten donde él y su esposa murieron poco después. Como su hermano mayor, Conrado había entrado en la orden cisterciense, Enrique recibió el ducado de Baviera como feudo. Compartió las posesiones familiares en Sajonia, Baviera y Suabia con su hermano menor Güelfo VI.
En 1127 se casó con Gertrudis, única hija del rey Lotario II de Alemania. El padre de Enrique recibió la promesa de este matrimonio y herencia como premio por cambiar de opinión y dar su apoyo a Lotario en la elección real de 1125 contra el duque rival Hohenstaufen Federico II de Suabia. Gertrudis era heredera de las propiedades de tres dinastías sajonas: los Supplinburg, los Brunónidas y los condes de Northeim. El matrimonio marcó la expansión de poder de la dinastía güelfa, duques de Baviera desde 1070, hacia la parte septentrional de Alemania. La pareja sólo tuvo un hijo, Enrique el León. 

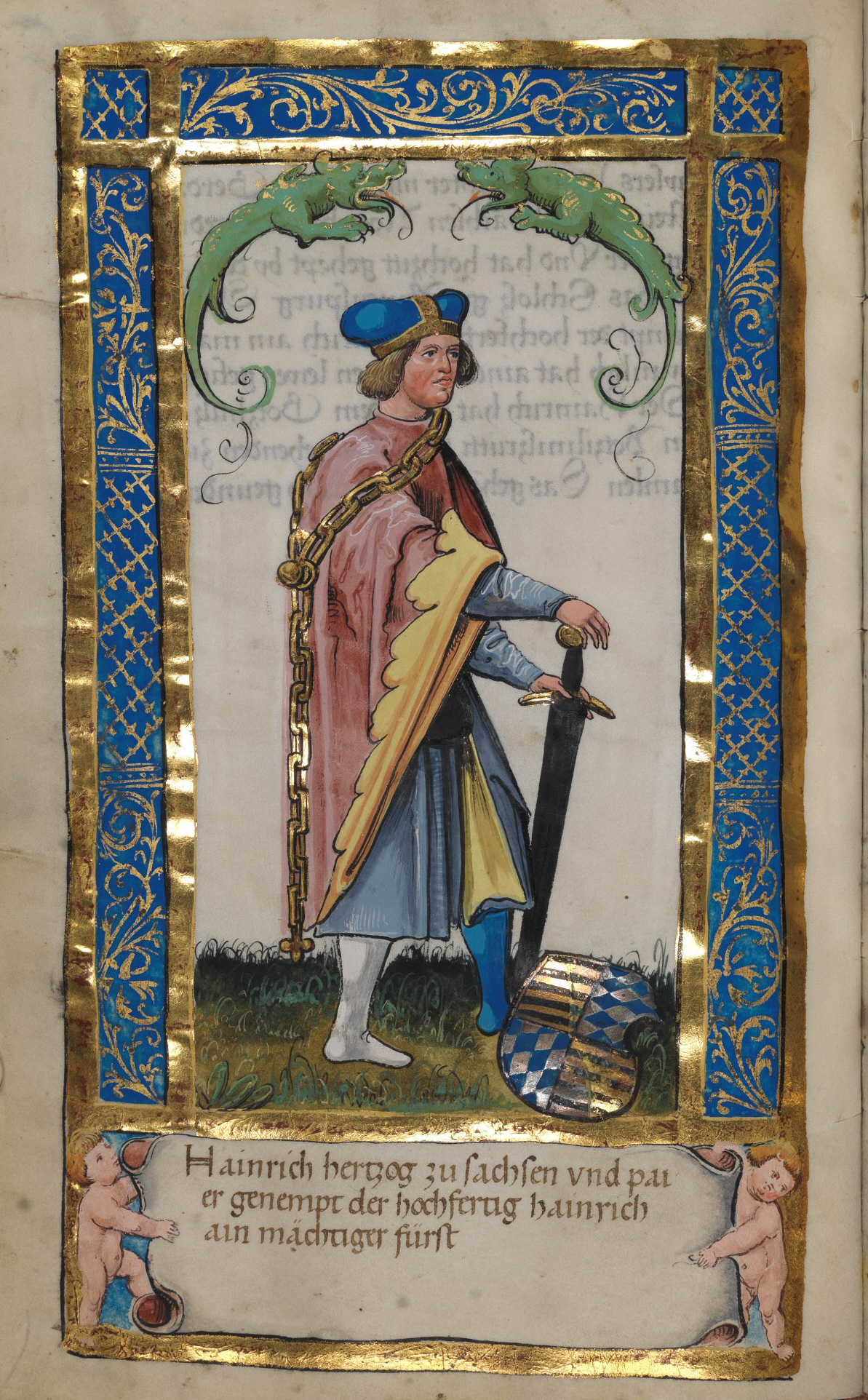
Enrique, duque de Sajonia y Baviera, Weingarten, alrededor de 1510

Después del matrimonio Enrique permaneció como un defensor leal en la guerra entre el rey Lotario y los hermanos Hohenstaufen, el duque Federico II (que era cuñado de Enrique, habiendo estado casado con su hermana Judith) y Conrado, entonces duque en Franconia y proclamado el antirrey alemán. Mientras estaba implicado en esta lucha, Enrique también tuvo que suprimir una rebelión en Baviera, liderada por el conde Federico de Bogen, durante la cual tanto el duque como el conde buscaron establecer sus propios candidatos como obispo de Ratisbona. Después de una guerra de devastación, el conde Federico se sometió en 1133, y dos años más tarde los hermanos Hohenstaufen hicieron las paces con el emperador Lotario.
En 1136, Enrique acompañó a su suegro a Italia, y al mando de la división bávara del ejército imperial marchó hacia el reino de Sicilia, en el sur de Italia, hasta Bari, devastando la tierra conforme avanzaba. Habiéndose distinguido por sus habilidades militares durante esta campaña, Enrique fue nombrado margrave de Toscana, siguiendo a Engelberto III de Sponheim, y como sucesor de Lotario en el ducado de Sajonia. El papa Inocencio III le entregó propiedades privadas de la difunta margravina Matilde de Canossa.
Cuando el emperador Lotario falleció de camino de regreso desde Italia en diciembre de 1137, la riqueza y posición de Enrique le convirtieron en un formidable candidato a la corona alemana. Según el cronista contemporáneo Otto de Freising, después de su nombramiento como duque de Sajonia presumió de un reino que se extendía «de mar a mar, desde Dinamarca hasta Sicilia». Sin embargo, las mismas cualidades que le hicieron merecedor del apodo de «el Orgulloso» suscitaron los celos de los príncipes y al final fueron lo que le impidió ser elegido. El nuevo rey, Conrado III, exigió las joyas del Reich, que Enrique había recibido de Lotario, y el duque a su vez le pidió su investidura con el condado sajón. Pero Conrado, temiendo su poder, no accedió a esto con el pretexto de que era ilegal que dos ducados estuvieran en una sola mano. Fracasaron los intentos de llegar a un acuerdo, y cuando en julio de 1138 Enrique rechazó prestar juramento de alianza, fue vetado y privado de sus dos ducados. Baviera la entregaron al margrave Babenberg Leopoldo IV de Austria, medio hermano del nuevo rey Conrado. Sajonia, que había intentado conservar pero con la que no estaba oficialmente investido, la entregaron al conde ascanio Alberto el Oso, hijo de Eilika de Sajonia, la hija más joven de Magnus, último duque Billung.
En 1139 Enrique tuvo éxito expulsando a sus enemigos de Sajonia y estaba preparándose para atacar Baviera cuando murió repentinamente en Quedlinburg. Está enterrado en la catedral imperial de Königslutter junto con sus suegros el emperador Lotario y Richenza de Northeim. Su muerte dejó a su hijo Enrique el León menor de edad, quien más tarde recibiría Sajonia, mientras Enrique II de Austria recibió Baviera.